# Casa Raddatz
La Casa Raddatz es un monumento histórico localizado en la ciudad de Puerto Varas, Región de Los Lagos, Chile. Su data de construcción se remonta aproximadamente al período comprendido entre 1916-1920, aunque también se ha señalado que ésta sería el año 1916.
Pertenece al conjunto de monumentos nacionales de Chile desde el año 1992 en virtud del Decreto Supremo 290 del 4 de junio del mismo año; se encuentra en la categoría «Monumentos Históricos».

## Historia
La edificación al estilo casona fue construida por Christian Raddatz para ser destinada a uso residencial, comercial y hospedaje por la familia Raddatz-Harrich. Junto a las casas Götschlich, Jüpner, Maldonado, Kuschel y Yunge, es uno de los «pocos ejemplares todavía existentes en Puerto Varas que corresponden a los primeros inmuebles desarrollados por los colonizadores alemanes, quienes comenzaron a llegar a esta zona aledaña al Lago Llanquihue a mediados del s. XIX».
La construcción se encuentra ubicada en un terreno con una superficie de 1242,3 m², mientras que la casona propiamente tal tiene 677,8 m² de superficie aproximada. Cuenta un piso y un soberado, mientras que «se sintetiza como tres volúmenes simples de distintas proporciones que componen un inmueble de gran extensión con planta en C asimétrica».
Actualmente, y como parte del «Plan maestro zona típica Puerto Varas», existe un proyecto de recuperación de este inmueble como primera prioridad junto a las casas Jüpner y Maldonado, que considera principalmente la restauración de sectores deformados por pudrición estructural y la acción de insectos xilófagos.

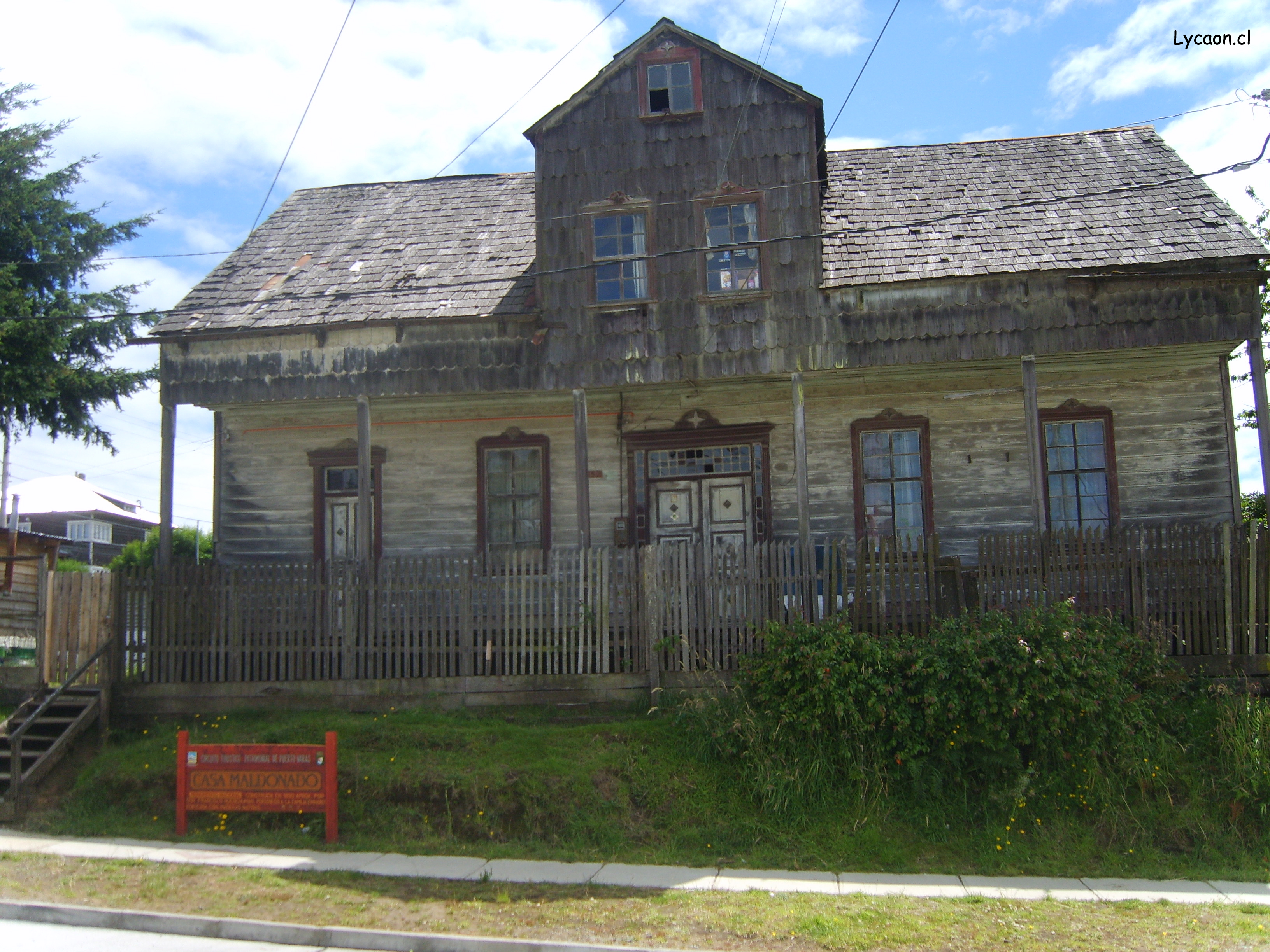
Casa Maldonado
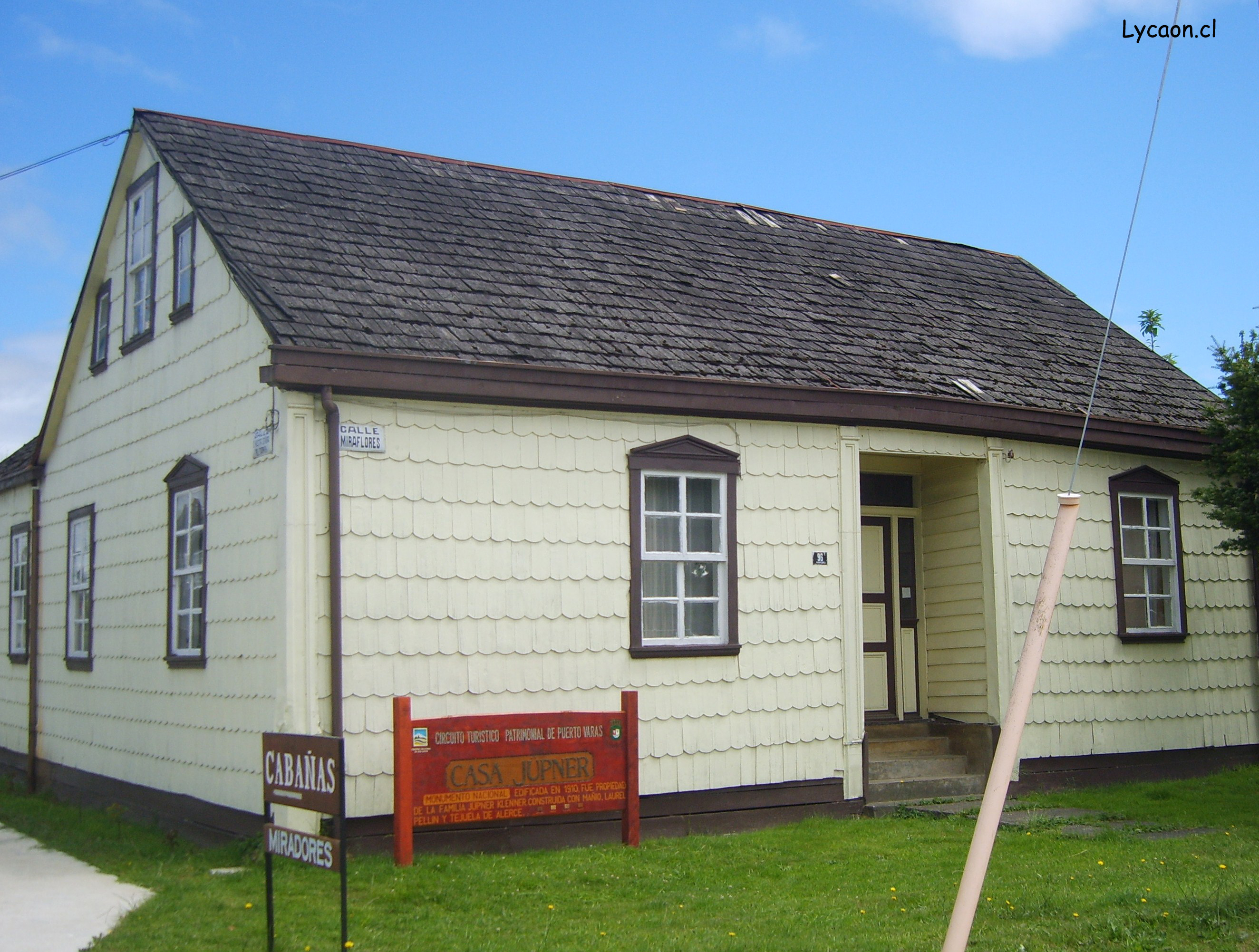
Casa Jüpner